# Vormärz

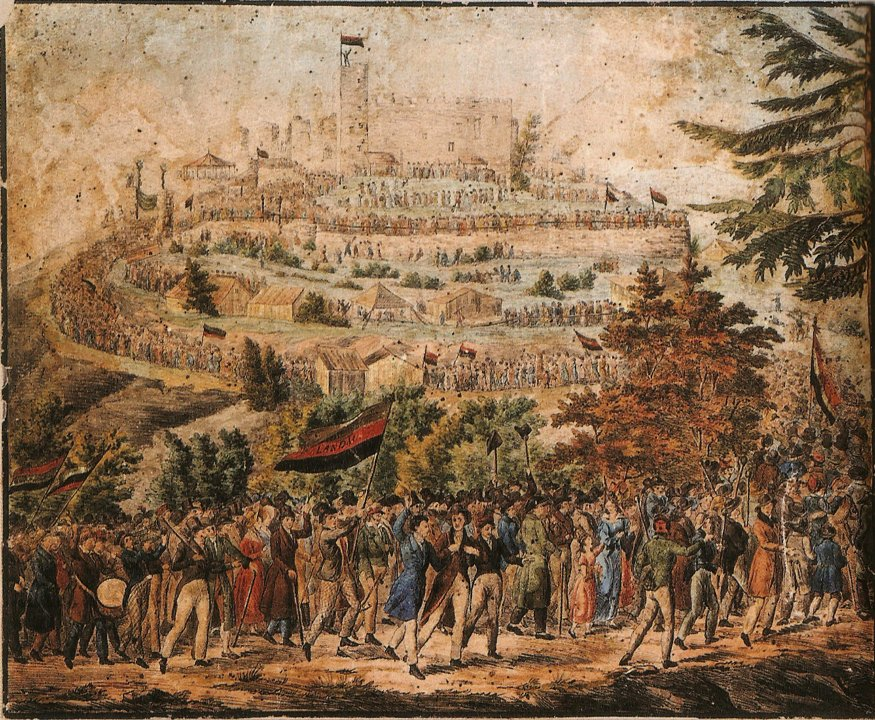
Das Hambacher Fest von 1832 war die bedeutendste politische Demonstration im Vormärz

Der Begriff Vormärz bezeichnet die Epoche der deutschen Geschichte zwischen der Julirevolution von 1830 und der Märzrevolution von 1848. Einige Historiker fassen die Epoche etwas weiter und lassen sie bereits mit dem Wiener Kongress von 1815 beginnen. Geographisch beschränkt sich der Begriff auf die Staaten des auf dem Kongress gegründeten Deutschen Bundes.
In politischer Hinsicht war der Vormärz durch das Aufkommen von Nationalismus, Liberalismus und Sozialismus sowie durch die dagegen gerichtete restaurative Politik der Verfolgung und Unterdrückung geprägt. Stärkstes Bollwerk der Restauration, der Wiederherstellung der alten Mächte, war die sogenannte Heilige Allianz aus Preußen, Russland und Österreich. Nach dessen Staatskanzler und Außenminister wird diese Epoche, bezogen auf die gesamteuropäische Geschichte, auch als Ära Metternich bezeichnet.
Das wesentliche wirtschaftliche Merkmal des Vormärz war die allmählich einsetzende Industrialisierung. Die Übergangsphase vom Agrarstaat zum Industriestaat brachte oft soziale Missstände mit sich. Der Pauperismus, die strukturell bedingte Armut weiter Bevölkerungsteile, wurde so zu einer charakteristischen Erscheinung dieser Zeit.
Kunst-, Literatur- und Kulturgeschichte verwenden für die den Strömungen des Vormärz entgegengesetzten Bewegungen dieser Zeit den Epochenbegriff Biedermeier.
Im Vormärz hat auch die Freireligiöse Bewegung ihren geschichtlichen Ursprung.

## Begriff
Der Begriff Vormärz bezieht sich auf die – zeitgenössisch auch als „Märzrevolution“ bezeichnete – Revolution von 1848. Seinerzeit verstand man unter vormärzlich die vor der Revolution herrschenden Zustände sowie allgemeiner veralteten Zustände.
Im Gegensatz zu diesem fixen Endpunkt wird der Beginn der Epoche in der Literatur unterschiedlich definiert: Für einige Historiker beginnt die Periode des Vormärz bereits im Jahr 1815, als mit dem Wiener Kongress das Zeitalter der Französischen Revolution und Napoleon Bonapartes endgültig zu Ende ging (Vormärz im weiteren Sinne). Im engeren Sinne umfasst der Begriff lediglich die Jahre von 1830 bis 1848, beginnend mit der französischen Julirevolution von 1830. Insbesondere in der politischen Geschichte werden vor allem die Jahre von 1830 bis 1848 als Vormärz bezeichnet, während der Zeitraum von 1815 bis 1830 als Zeitalter der Restauration gilt. Daneben existiert noch – wesentlich seltener – die Definition von Vormärz als unmittelbare Vorgeschichte der Revolution von 1848: Demzufolge beginnt die Epoche ungefähr im Jahre 1840 mit der Thronbesteigung Friedrich Wilhelms IV. in Preußen.

## Politische Geschichte

Der Deutsche Bund im Vormärz, mit den Großmächten Österreich und Preußen, von denen je nur ein Teil des Staatsgebietes zum Bund gehörte

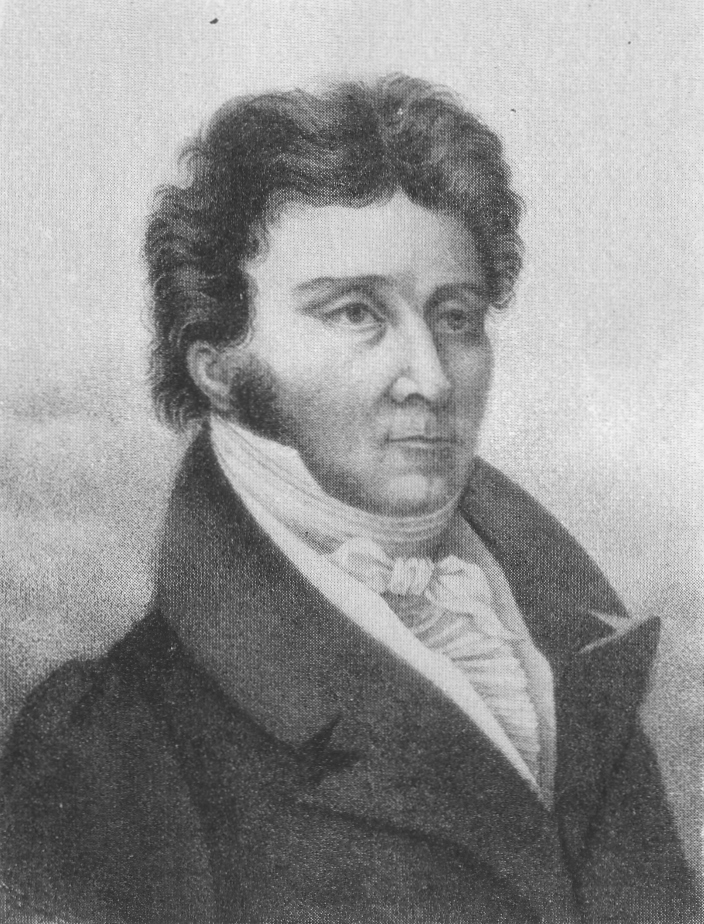
Karl von Rotteck

Seit der Französischen Revolution von 1789 blickten die Deutschen auf das Geschehen in Frankreich. Die einen waren von der Verheißung fasziniert, dass Freiheit, Gleichheit und Brüderlichkeit verwirklicht werden könnten. Die anderen hatten vor allem Angst vor der Gewalt, die unter jakobinischer Herrschaft in der zweiten, radikalen Phase der Französischen Revolution angewendet wurde. Die französischen Revolutionstruppen und später die Armee Napoleons haben in der Folge große Teile Deutschlands besetzt oder in Abhängigkeit gebracht.
Die Zeit der Napoleonischen Besatzung sorgte direkt oder indirekt dafür, dass die Zahl der einzelnen deutschen Staaten durch Mediatisierung und Säkularisation infolge des Reichsdeputationshauptschlusses drastisch abnahm, von über 300 auf wenige Dutzend. 1806 kam das Ende des Heiligen Römischen Reichs Deutscher Nation. Die meisten verbliebenen deutschen Staaten wurden Satellitenstaaten des napoleonischen Frankreich im Rheinbund. 1813 gelang es den vereinten Armeen Russlands, Österreichs, Preußens und anderer Länder, Napoleon in der Völkerschlacht bei Leipzig zu besiegen. Der entmachtete französische Kaiser wurde wenig später nach Elba ins Exil geschickt, von wo er jedoch nach kurzer Zeit zu fliehen vermochte. 1815 wurde er nach einer weiteren hunderttägigen Herrschaft endgültig in der Schlacht bei Waterloo besiegt. Die europäischen Monarchen, die auf dem Wiener Kongress über eine territoriale und politische Neuordnung Europas berieten, wollten eine erneute Revolution und einen weiteren Gewaltherrscher wie Napoleon unbedingt verhindern. Der Deutsche Bund wurde im selben Jahr als loser Staatenbund mit einer Bundesversammlung in Frankfurt am Main, der von den einzelstaatlichen Souveränen ernannte Abgeordnete angehörten, gegründet. Er sollte stark genug sein, um sich selbst verteidigen zu können, jedoch nicht das im Wesentlichen auf der Pentarchie beruhende europäische Mächtegleichgewicht stören. Zu seinen Aufgaben gehörte letztlich auch die Unterdrückung politischer Unruhe.
Preußen erhielt dann 1815 mit dem Rheinland und Westfalen große Gebiete im Westen, Bayern die Pfalz, außerdem gab es mit Baden, Württemberg und Bayern mittelgroße süddeutsche Staaten. Dies alles sollte, zusammen mit dem Königreich der Vereinigten Niederlande, Frankreich an neuen Eroberungen hindern. Im Vormärz wurde Deutschland geprägt durch die Konkurrenz der beiden Großmächte Österreich und Preußen, die erst 1866 zugunsten von Preußen entschieden wurde. Gerade diese beiden deutschen Großmächte galten als politisch besonders konservativ.
Die Ideen der Französischen Revolution blieben lebendig. In der Formel „Einheit und Freiheit“ manifestierte sich die politische Grundforderung der jungen liberalen und nationalen Bewegung, die den konservativen Herrschern gegenüberstand. Die daraus resultierende Auseinandersetzung mit dem restaurativen Obrigkeitsstaat, der eine konträre Ideologie vertrat und diese mit harten Repressionsmaßnahmen zu verteidigen suchte, war kennzeichnend für das politische Geschehen der gesamten Epoche. Die Liberalen bildeten dabei die gemäßigte Richtung; sie wünschten sich eine konstitutionelle Monarchie sowie ein Parlament mit Wahlrecht für die Reichen, das bei der Gesetzgebung im Land mitwirken sollte. Die Demokraten oder Radikalen forderten hingegen viel schärfer die Gleichheit für alle Staatsangehörigen, auch in politischer Hinsicht, und ein allgemeines Wahlrecht für Männer. Dieser Gegensatz zwischen Liberalen und Demokraten wurde allerdings erst in den kommenden Jahren deutlicher, teilweise dauerte dies bis in die 1840er-Jahre. Wichtige Träger des liberalen und nationalen Gedankengutes bildeten die deutschen Burschenschaften, die sich 1817 anlässlich des 300. Reformationsjubiläums und 4. Jubiläums der Völkerschlacht von Leipzig auf dem Wartburgfest trafen. Hier wurden unter dem Wahlspruch „Ehre, Freiheit, Vaterland“ Reden gehalten, gesungen und schließlich auch die Schriften konservativer Autoren verbrannt.
Parallel dazu wollten die konservativen Kräfte wie der österreichische Staatsmann Fürst von Metternich die alten oder 1815 wiederhergestellten (restaurierten) Verhältnisse bewahren. Mit den Karlsbader Beschlüssen von 1819, für deren Erlass die Ermordung des konservativen Schriftstellers August von Kotzebue durch den Studenten Karl Ludwig Sand einen willkommenen Anlass bot, begann ein System von Verfolgung und Unterdrückung, das Zensur und Verbot von politischen Organisationen, auch der Burschenschaften, implizierte. Manche Bürger verzagten und zogen sich ins Privatleben zurück, andere organisierten sich in scheinbar unpolitischen kulturellen Vereinen. Letztere waren die Grundlage dafür, dass 1848 so rasch politische Parteien oder Gruppen gebildet werden konnten. Insbesondere die Sängervereine und Turnerbewegung spielten eine große Rolle.

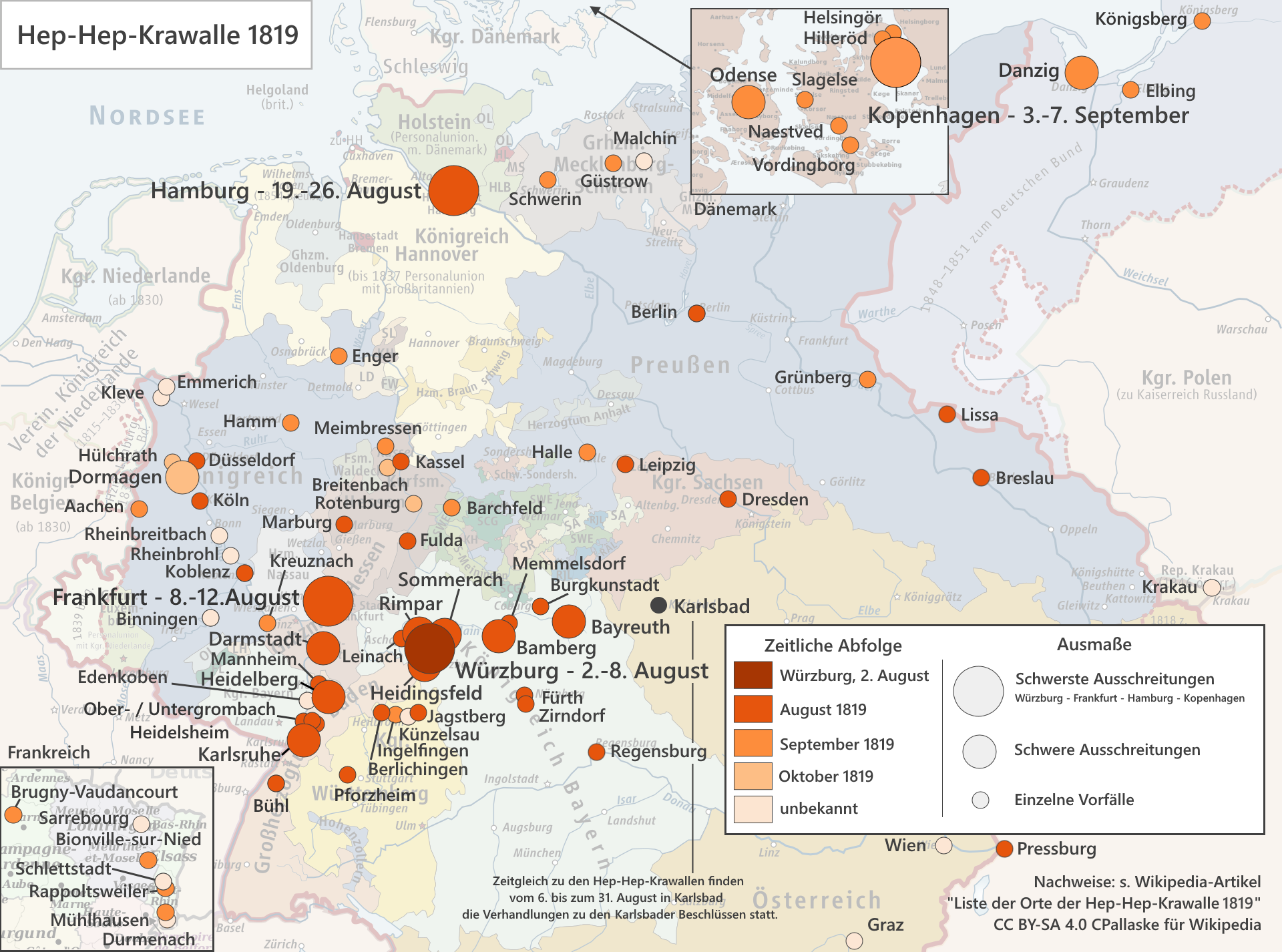
Karte der Hep-Hep-Krawalle 1819

Zwischen August und Oktober 1819 kam es während der Hep-Hep-Krawalle zu einer Welle gewaltsamer antijüdischer Ausschreitungen in über 80 Städten und Ortschaften des Deutschen Bundes und über seine Grenzen hinaus, insbesondere in Dänemark. Sie gelten als der größte überregionale Aufruhr im Deutschen Bund in der Restaurationsphase bis zur Revolution von 1848. Würzburg, wo die Krawalle am 2. August 1819 ihren Anfang nahmen, Frankfurt am Main und Hamburg befanden sich durch die gewaltsamen Ausschreitungen über mehrere Tage im Ausnahmezustand, die erst durch den Einsatz von Militär beendet werden konnten. Aus weiteren 15 Orten sind schwere Ausschreitungen überliefert, insbesondere aus Franken, Baden, Dänemark und Danzig. Die Mehrheit der Vorfälle waren Menschenaufläufe, die „Hep-Hep“-Rufe skandierten, Steinwürfe gegen jüdische Wohn- und Geschäftshäuser und körperliche Angriffe auf deren jüdische Bewohner. Bei den Hep-Hep-Krawallen gab es keine jüdischen Todesopfer, allerdings wurden in Würzburg am 3. und 4. August 1819 bei Schießereien ein Angreifer und ein Soldat getötet. Die Unruhen hatten auch Einfluss auf die zeitgleich stattfindenden Verhandlungen zu den Karlsbader Beschlüssen, die hinter den Ausschreitungen „revolutionäre Umtriebe“ vermuteten. Vor dem Hintergrund der Unruhen, die heute nicht als revolutionäre, sondern als soziale, durch die Judenemanzipation ausgelöste Proteste gedeutet werden, kam es zu einer raschen Verabschiedung der Beschlüsse am 20. September 1819.
Bestimmte Ereignisse in dieser Epoche haben Teile der Bevölkerung politisiert und mobilisiert. Eine erneute französische Revolution vom Juli 1830 führte zu Unruhen und Reformen in vielen Ländern Deutschlands und Europas; Belgien löste sich von den Niederlanden, Luxemburg wurde geteilt. Das Hambacher Fest von 1832, auf dem der Jurist Philipp Jakob Siebenpfeiffer die Hauptrede hielt, war eine Massendemonstration im Zuge dieser Zeit. Der Frankfurter Wachensturm von 1833, mit dem die Aufständischen eine allgemeine Revolution in Deutschland auszulösen beabsichtigten, scheiterte. Spannungen zwischen der katholischen Kirche im Rheinland und dem preußischen Staat machten die katholische Bevölkerung politisch bewusst. 1837 protestierten sieben Göttinger Professoren, die sogenannten „Göttinger Sieben“, gegen die Aufhebung der Verfassung im Königreich Hannover und wurden daraufhin entlassen. Die Rheinkrise 1840, als Frankreich den Rhein als natürliche Grenze zwischen Frankreich und Deutschland forderte, führte zu einer Welle des Patriotismus und der Feindseligkeit – in beiden Ländern. Aus dieser Zeit stammt das von August Heinrich Hoffmann von Fallersleben gedichtete Lied der Deutschen, das von 1922 bis 1949 die deutsche Nationalhymne war. Für die Bundesrepublik Deutschland wurde lediglich die dritte Strophe des Liedes als Nationalhymne festgelegt.

## Ende der Epoche, Nachwirken und Rezeption

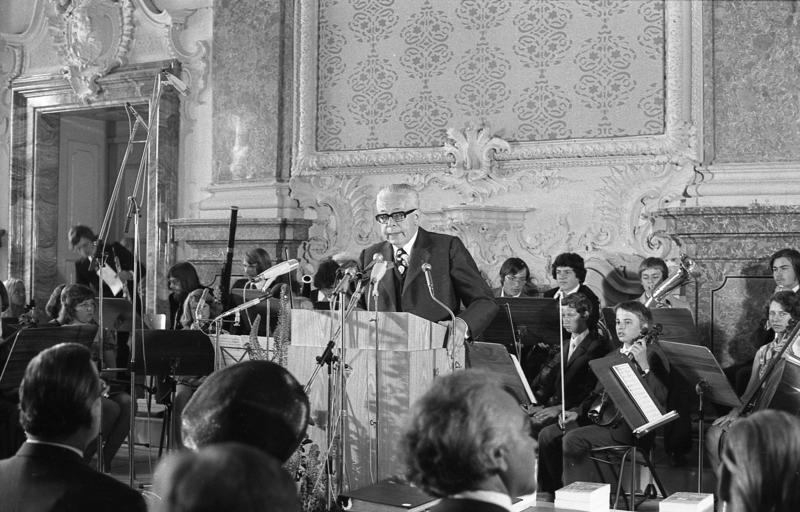
Gustav Heinemann sah sich auch verwandtschaftlich, über seinen Urgroßvater, in der Tradition der 48er-Revolution. 1974 gründete der Bundespräsident im Schloss Rastatt die Erinnerungsstätte für die Freiheitsbewegungen in der deutschen Geschichte.

Abermals war es eine Revolution in Frankreich, die Februarrevolution 1848, die entscheidende Impulse für Deutschland gab. Die deutsche Märzrevolution 1848/1849 führte anfangs zur Verwirklichung vieler Forderungen des Vormärz in den Einzelstaaten. Diese Neuerungen wurden allerdings nach dem Scheitern der Revolution in den Jahren 1849–1851 wieder rückgängig gemacht, in der sogenannten Epoche der Reaktion. Diese Phase dauerte bis 1858, als wieder Bewegung in die deutsche Frage kam und in Preußen mit Wilhelm I. ein neuer König sein Amt antrat. Viele Ideen des Vormärz, einschließlich des damals entstandenen deutschen Fünfparteiensystems, und das allgemeine Wahlrecht der Märzrevolution hatten großen Einfluss in der Zeit vor der Reichsgründung 1867/1871.
Im Deutschen Kaiserreich und in der Weimarer Republik waren es die Linken, die auf den Vormärz zurückschauten und gewisse Traditionslinien aufrechterhielten. Dies gilt eher weniger für die Linksliberalen als für die Sozialdemokratie, die Schlagwörter wie „Trotz alledem“ übernahm. Durch Themen wie die wirtschaftliche Einigung dank Zollverein und die frühliberal-etatistischen Vorstellungen von Friedrich List blieb die Epoche jedoch auch außerhalb der eigentlich politischen Gruppen in Erinnerung.
In den 1960er- und 1970er-Jahren erfreute der Vormärz sich unter linken Intellektuellen großer Aufmerksamkeit, weil sie bei den Revolutionären des Vormärz das Gefühl wiedererkannten, in einer rückständigen und unterdrückenden Gesellschaft zu leben. Liedermacher wie Hannes Wader oder die Gruppe Zupfgeigenhansel spielten die politischen Lieder des Vormärz. Auch die Geschichtswissenschaft nahm sich verstärkt der Epoche an.

## Sozial-, Wirtschafts- und Technikgeschichte

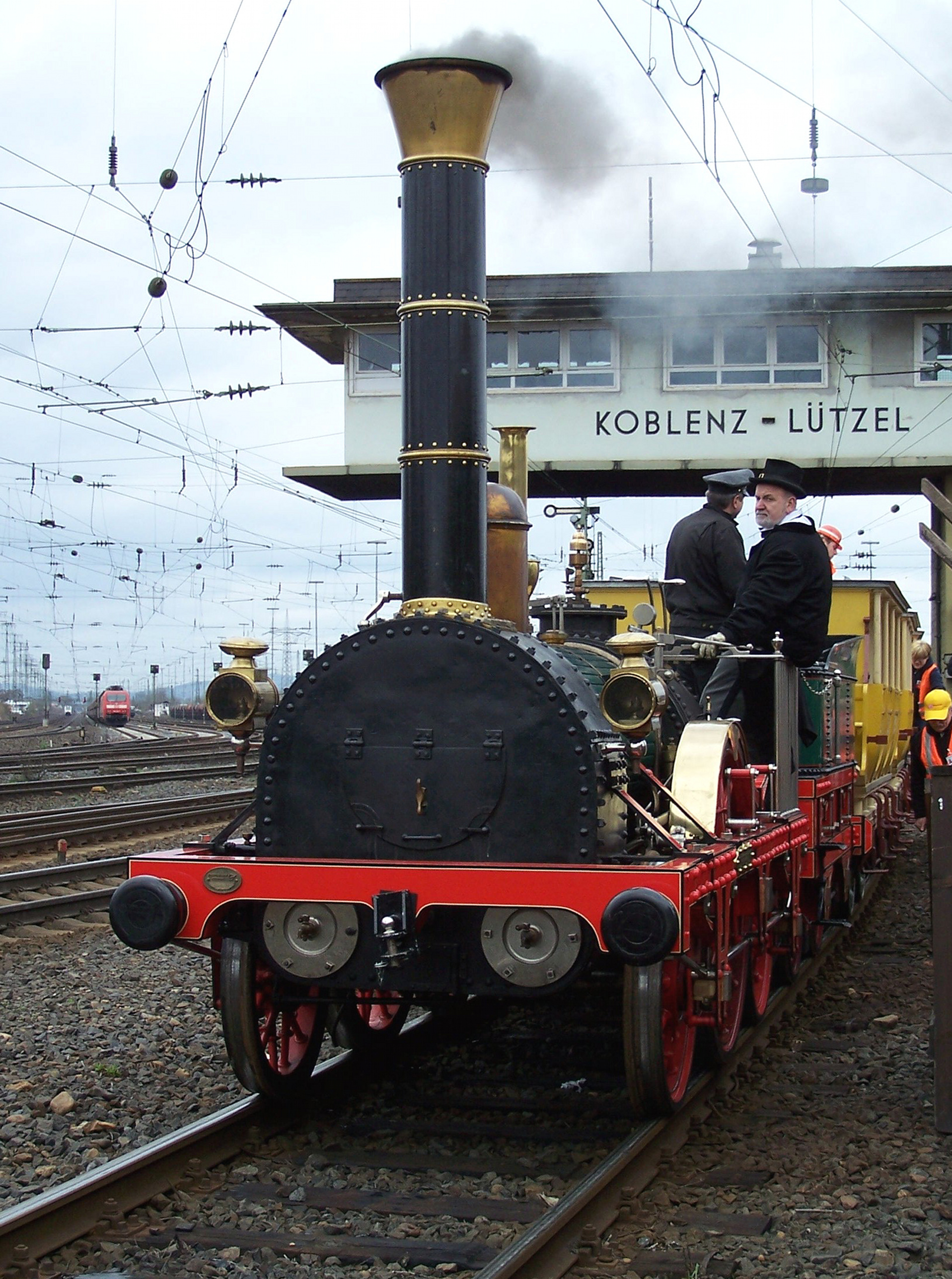
Nachbau des Adlers

Die Französische Revolution brachte einen Schub der Modernisierung mit sich. In den besetzten Gebieten des deutschen Westens führte der Code civil die Gleichheit der Bürger vor dem Gesetz ein, die Verwaltung wurde verbessert. Dies strahlte auf die übrigen Gebiete Deutschlands aus. Um 1800 und in den folgenden Jahren wurde die Leibeigenschaft abgeschafft (Bauernbefreiung). Der Übergang von der traditionellen zur modernen Gesellschaft sah auch Anpassungsschwierigkeiten; für die Armut in den rückständigen Gebieten kam der Begriff Pauperismus auf. Vor allem die 1840er-Jahre sind für Hungersnöte und entsprechende Unruhen bekannt.
Der wirtschaftliche Fortschritt zeigte sich auch im Abbau von Zollgrenzen. 1818 schaffte Preußen die Zölle für Handelswaren zwischen seinen eigenen Provinzen ab. 1834 gründeten mehrere Staaten gemeinsam mit Preußen den Deutschen Zollverein. In einigen Gebieten kam es zu den ersten Zeichen der Industrialisierung, auch wenn diese erst in der zweiten Hälfte des Jahrhunderts Deutschland grundlegend veränderte. 1835 fuhr die erste Lokomotive in Deutschland, der Adler. Andere bedeutende technische Entwicklungen der Epoche waren die Dampfschifffahrt, die Telegrafie und die Fotografie. Allerdings dauerte es Jahrzehnte, bis ein Eisenbahnnetz beziehungsweise ein Telegrafennetz Deutschland flächendeckend vereinte, so dass deren voller Nutzen erst im Laufe der zweiten Jahrhunderthälfte eintrat. Eisenbahn und Telegrafie sorgten erstmals in der deutschen Geschichte dafür, dass Nachrichten, Personen und Waren innerhalb von Tagen oder schneller ihr Ziel erreichten und nicht mehr innerhalb von Wochen.

## Literaturgeschichte

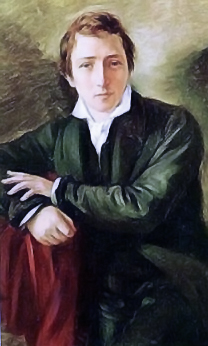
Heine
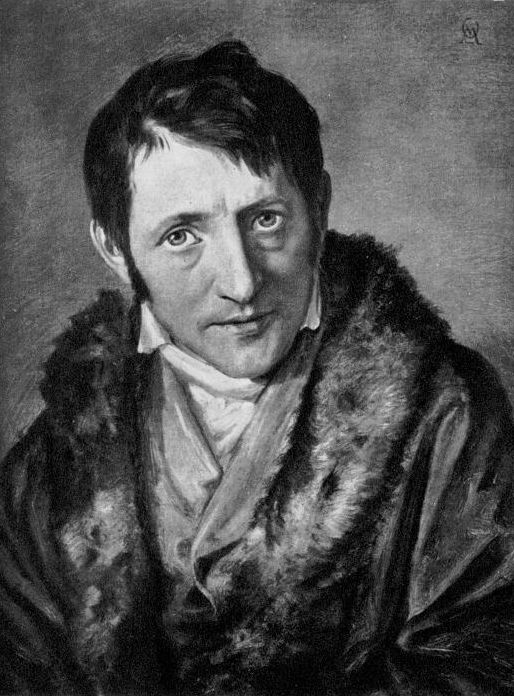
Börne
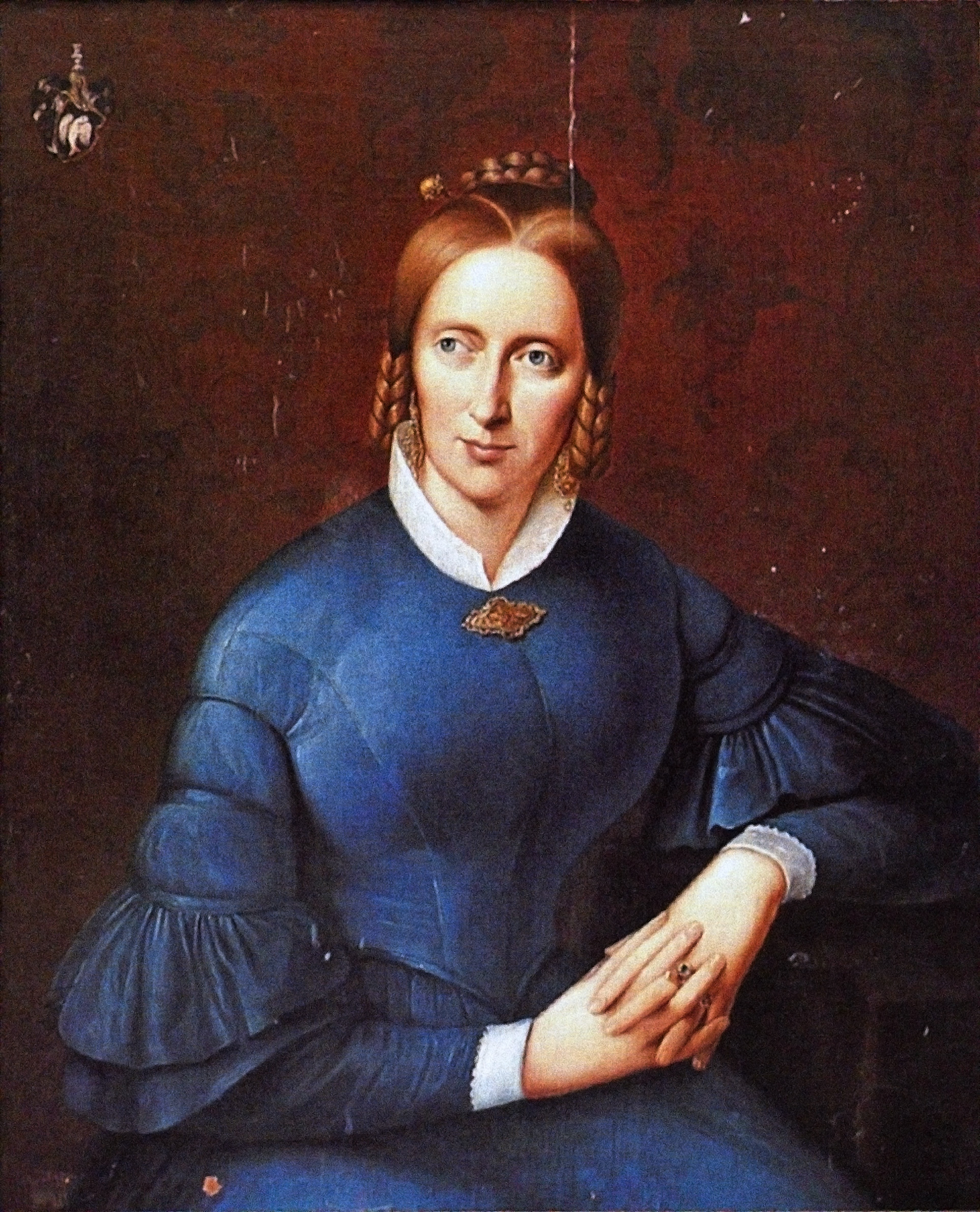
Droste-Hülshoff
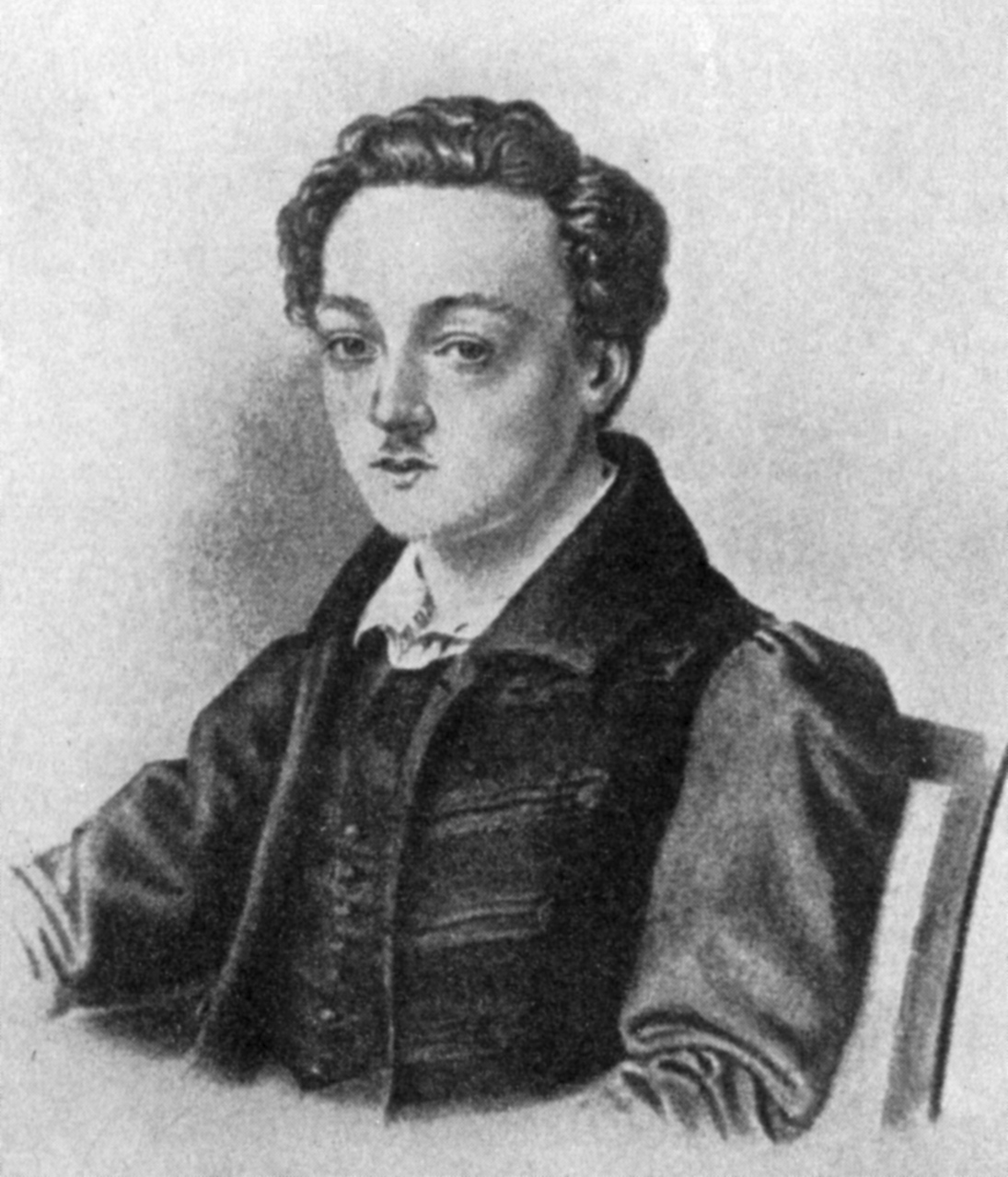
Büchner